# Макаров Геннадій Юхимович
Геннадій Юхимович Макаров (нар. 12 липня 1943) — радянський футболіст, виступав на позиції півзахисника, згодом — радянський та український тренер.

## Кар'єра гравця
У 1964 році захищав кольори смоленського «Спартака».

## Кар'єра тренера
По завершенні ігрової кар'єри розпочав тренерську діяльність. Спочатку в 1967 році допомагав тренувати смоленську «Іскру». У 1970 та 1973—1975 роках очолював смоленський клуб. У липні 1975 року перейшов до севастопольської «Атлантики», яким керував до 1980 року. У 1986 році знову приєднався до тренерського штабу севастопольського клубу, а наступного року очолив севастопольців, який змінив назву на «Чайка» (Севастополь). У 1991 році перейшов до сімферопольської «Таврії», де працював асистентом головного тренера. У липні 1992 року призначений на посаду головного тренера охтирського «Нафтовика», яким керував до липня 1993 року. З жовтня 1993 по липень 1994 року знову очолював клуб з Севастополя.

## Досягнення

### Як тренера
«Іскра» (Смоленськ)
- Друга ліга чемпіонату СРСР (2 група)
  -  Чемпіон (1): 1973